# Steim
STEIM oder Studio voor Elektro-Instrumentale Muziek (1969–2021) war ein Zentrum zur Erforschung und Entwicklung neuer Instrumente für elektronische Musik und Medienkunst mit Sitz in Amsterdam in den Niederlanden. Es hatte seit 1991 ein Artist-in-Residence-Programm für internationale Künstler und veranstaltete Konzerte, Ausstellungen und Workshops.

## Geschichte
STEIM wurde 1969 von Misha Mengelberg, Louis Andriessen, Peter Schat, Dick Raaymakers, Jan van Vlijmen, Reinbert de Leeuw und Konrad Boehmer gegründet. Der erste Ort des STEIM war das Prinseneiland in Amsterdam. 1971 zog das Studio in den Groenburgwal ins Stadtzentrum. Von 1986 bis 2016 befand es sich in der Achtergracht 19, mit drei Studios, einem Konzertraum, mehreren Arbeits- und Büroräume sowie einem Gästehaus, zwischen 2016 und 2021 in der Schipluidenlaan 12 (beim Bahnhof Amsterdam Lelylaan). 2021 wurde STEIM aufgrund einer fehlenden Finanzierung geschlossen.

## Entwicklungen

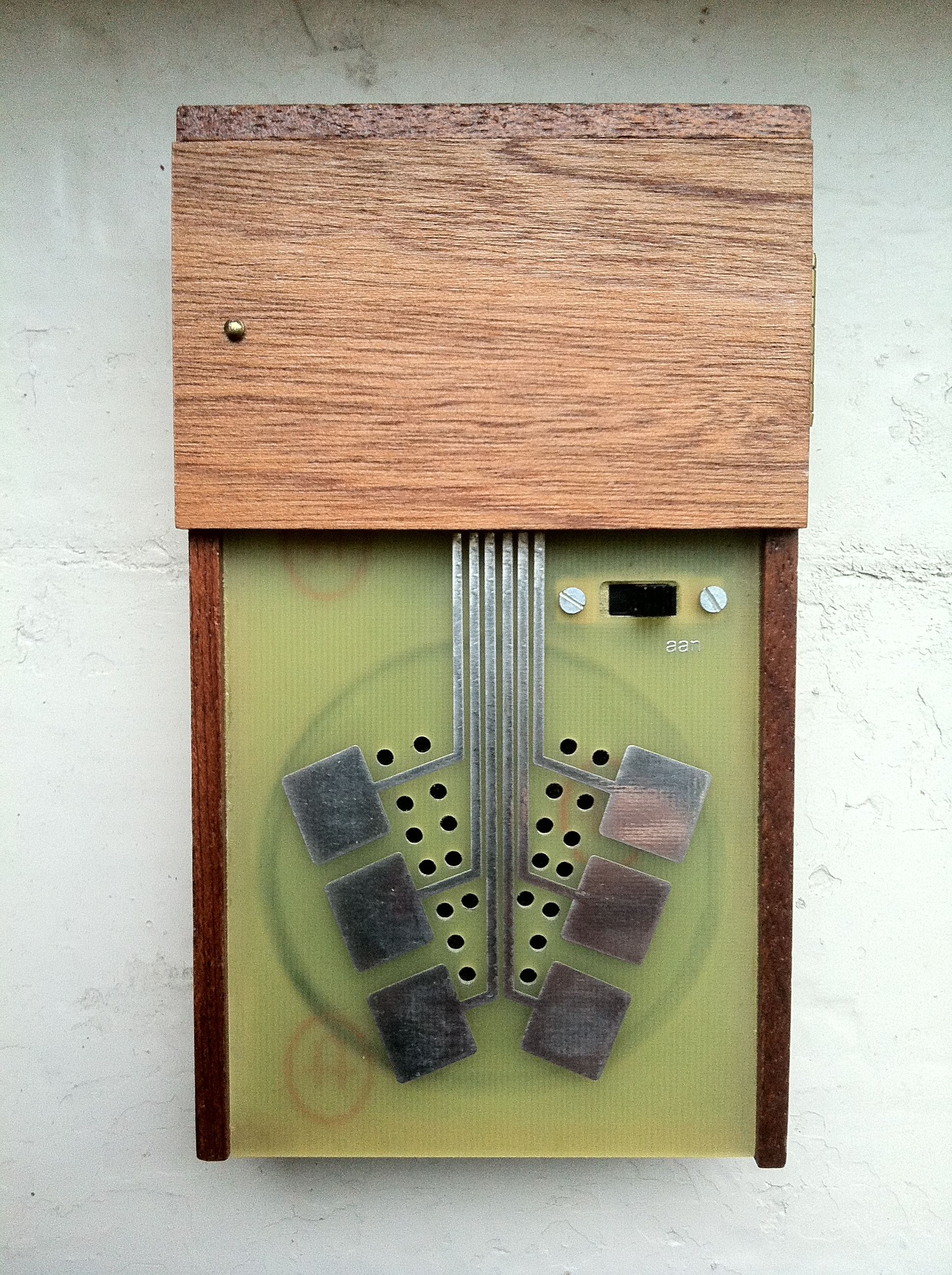
Crackle Box

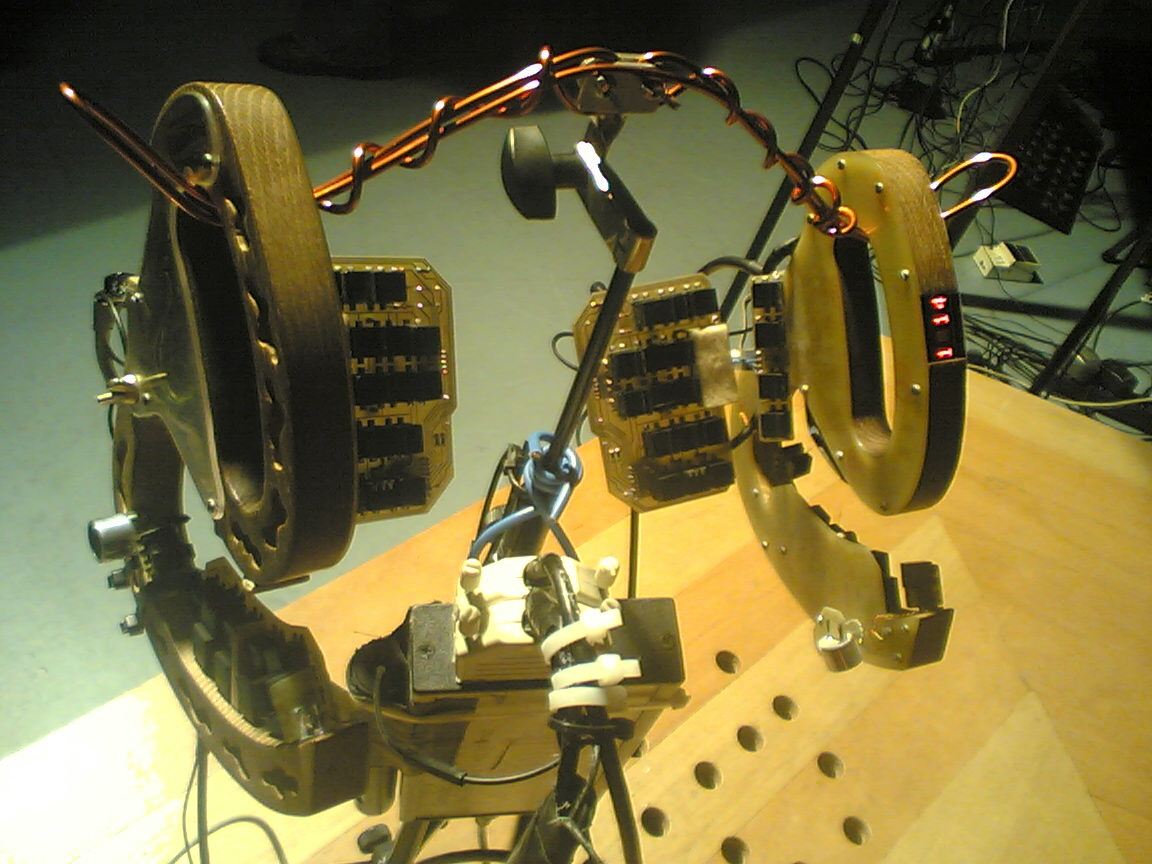
The Hands

### Hardware
- Crackle Box von Michel Waisvisz, Geert Hamelberg, Peter Beyls und Nico Bes (1975)
- The Hands von Michel Waisvisz
- Hyperstring Project von Jon Rose
- The Sweatstick von Ray Edgar (1990)
- The Lady’s Glove von Laetitia Sonami (1991)
- Midi Concertina von Nicolas Collins (1992)
- Chromasome von Walter Fabeck (1994)
- Mutantrumpet von Ben Neill (2008)

### Software
- Lick Machine von Frank Baldé (1989–1995)
- LiSa von Michel Waisvisz und Frank Baldé
- Big Eye von Tom Demeyer (1995–2001)
- Image/ine von Steina Vasulka und Tom Demeyer (1996–2001)
- MIDI Joy von Frank Baldé (1997–2002)
- JunXion von Michel Waisvisz und Frank Baldé

### Direktoren
- Peter Schat, 1971–1973
- Peter Bennink, 1973–??
- Michel Waisvisz, 1981–2008
- Dick Rijken, 2009–2020

### Künstlerische Leiter
- George Lewis; Joel Ryan; Clarence Barlow, 1985 – ca. 1990
- Nicolas Collins, 1992–1995
- Steina Vasulka, 1996–1997
- Sally Jane Norman, 1998–2000
- Daniel Schorno; Netochka Nezvanova, 2001–2003
- Daniel Schorno, 2003–2004
- Jan St. Werner, 2004–2006
- Mazen Kerbaj; Atau Tanaka, 2006–2008
- Tarek Atoui; Tina Blaine, 2008
- Takuro Mizuta Lippit, 2008–2013

### Eingeladene Künstler
- bAgg*fisH (Michael Fischer, Marcos Baggiani) (2013)
- Kasia Glowicka (2011)
- Mark Trayle (2010)
- Henry Vega (2009/10)
- John Richards (2007)
- Benton-C Bainbridge (1999)
- Peter Cusack (1996)
- Tom Cora (1992)
- Dominic Alldis (1988)